# Кранија
Кранија је у грчкој митологији била нимфа.

## Митологија
Била је Хамадријада дрвета трешње, односно врсте Cornus mas. Као и другим Хамадријадама, родитељи су јој били Оксил и Хамадријада.